# Bertran Nicolau
Bertran Nicolau (Sant Pere de Castellet, ca. 1355 - Barcelona, 1421) va ser un mercader català molt acabalat, conegut per haver estat promotor de nombroses obres benèfiques i religioses. Destaca per haver estat el fundador de tres monestirs l'any 1413, en un moment de poques fundacions monàstiques.
Nascut vers 1355 a Sant Pere de Castellet (Alt Penedès), fill de Berenguer i Nicolaua. El 20 de juny de 1380 assolí la ciutadania de Barcelona, on residia al carrer de l'Argenteria, vora Santa Maria del Mar. Es va casar dues vegades, primer amb Alamanda de Viladecans, amb qui va mantenir bona relació, i en per segona vegada amb Constança Rovira, amb la que va tenir una mala relació, fins al punt de no deixar-li res al testament i afirmar que l'havia fet viure amb desplaer. Nicolau va arribar a ser un dels homes rics de Catalunya a començaments de segle xv, però no va tenir fills i a causa de la seva enemistat amb la segona muller, va decidir gastar-se els diners en tota mena d'obres benèfiques i religioses. En són exemples el finançament de la canalització d'aigua per als presoners de Barcelona i la fundació d'un hospital i capella dedicada al Sant Esperit, a Terrassa, que actualment és la catedral de la diòcesi. Amb el testament fet des de 1403, sense canviar-lo i amb gairebé 50 anys, va decidir fer en vida part del que tenia planejat i l'any 1413 va dur a terme la fundació de tres monestirs: Domus Dei o Casa de Déu (primer a La Gornal i després a Castellví de Rosanes), de l'orde de Sant Agustí, Sant Jeroni de Montolivet (fundat a Sant Pere de Ribes, després traslladat a Badalona, on va rebre el nom de Sant Jeroni de la Murtra), de l'orde de Sant Jeroni, i la Vall de Sant Jaume (Terrassa), de l'orde del Carmel, en un moment de molt poques fundacions monàstiques. És d'esment que en el patronatge religiós, va esmerçar esforços en fer fundacions d'ordes monàstiques renovadores, caracteritzades d'una pietat autèntica. La seva mort es va produir el juny de 1421, i al seu testament va llegar un nombre important de diners per a caritat i obres religioses, a més de nomenar hereu universal l'Hospital de la Santa Creu de Barcelona.